# А105 (автодорога)
Автомобільна дорога А105 — російська автомобільна дорога загального користування федерального значення Москва — Аеропорт Домодєдово. 

## Маршрут
- Каширське шосе (1,6 км від МКАД)
- Аеропорт Домодєдово